# Tony Campolo
Anthony Campolo, Jr. (Filadélfia, 25 de fevereiro de 1935 – Bryn Mawr, 19 de novembro de 2024) foi um pastor batista e escritor estadunidense, sociólogo e co-fundador dos Cristãos das Letras Vermelhas.

## Biografia
Tony Campolo foi filho de um imigrante da Sicília e de uma filha de imigrantes italianos. Estudou na Universidade do Leste e obteve um bacharelado em artes em 1956. Estudou teologia no Seminário Teológico Palmer, obtendo um bacharelado em 1960 e um mestrado em 1961.  Também estudou sociologia na Universidade Temple e ganhou um Doutorado em 1968.

### Ministério
Em 1964, tornou-se professor de sociologia na Universidade do Leste, da qual foi professor emérito. Por dez anos, também lecionou na Universidade da Pensilvânia.
Em 1969, fundou a Associação Evangélica de Promoção da Educação (EAPE, Evangelical Association for the Promotion of Education). Encerrada em 2014, a EAPE atuou para recrutar estudantes para servir em instituições de caridade para jovens e arrecadação de fundos para nutrir uma série de escolas, universidades, orfanatos, asilos para pessoas com AIDS, ministérios urbanos para jovens e programas de serviço. Foi pastor associado da Mount Carmel Baptist Church em Filadélfia, que é afiliada à Convenção Batista Nacional, EUA e à Igrejas Batistas Americanas EUA. Em 2019, foi convidado a ser co-pastor interino da St. John’s Baptist Church em Filadélfia, com o Rev. Dr. Lyndell D. Backues.
Ao longo das décadas, Rev. Campolo foi criticado por outros evangélicos por suas visões sociais, pregação da justiça social e denúncias à direita cristã. Definiu-se como socialmente progressista e teologicamente conservador. Em 1998, após o Escândalo Lewinsky, tornou-se conselheiro espiritual do Presidente Bill Clinton. Em 2007, com Shane Claiborne, fundou Cristãos das Letras Vermelhas, para reunir evangélicos que acreditam na importância de insistir nas questões de justiça social mencionadas por Jesus (em vermelho em algumas traduções da Bíblia).
Dr. Tony Campolo foi autor de mais de 35 livros.

## Vida pessoal
Campolo se casou com Peggy Davidson em 7 de junho de 1958. Eles têm 2 filhos (Lisa e Bart) e quatro netos. Campolo morreu no dia 19 de novembro de 2024, aos 89 anos.

## Homenagens
- 2006: Doutor em Letras Humanas (doutorado honoris causa), Universidade do Leste;[3]
- 2012: prêmio pelo conjunto da obra, da National Youth Worker's Convention;[1][3]
- Dá nome ao Campolo Center for Ministry e ao Campolo Institute for Applied Research in Social Justice, programas da Universidade do Leste.[13][14]